# Hangunk célba ért
A Hangunk célba ért albumra néhány új dal mellett a korábbi lemezeken megjelent slágerek újra feldolgozott változatai kerültek.

## Az album dalai[1]
1. Hangolj át feat dr. Brs. (Krajczár Péter-Zoltán Erika-Tabár István)
2. Hangunk célba ért feat Lola és a Dalvarázs Show kórus (Krajczár Péter-Zoltán Erika-Tabár István)
3. Túl sexy – 2017 krash mix (Pásztor László-Jakab György-Hatvani Emese)
4. Szívünkből szólt feat Csepregi Éva, DJ Dominiqe, Robby D. (Kolozsvári Tamás-Krajczár Péter-Tabár István)
5. Madonna feat Dominiqe (F. Enz-Pásztor László-Jakab György-Hatvani Emese)
6. A nő egyedül nem nő (Kolozsvári Tamás-Krajczár Péter-Tabár István)
7. Tiszta őrület kick'da funk mix (Hauber Zsolt-Erica C-Robby D.)
8. Szerelemre születtem DJ Dominiqe remix (N. Tony-S. Brosi-Jávor Andrea)
9. Csak te vagy feat Robby D. krash mix (Tabár István-Duba Gábor)
10. Casanova DJM mix (F. Enz-Pásztor László-Jakab György-Joós István)